# USS Etlah (AN-79)
La USS Etlah (AN-79) es un barco de tendido de redes clase Cohoes de la Armada de los Estados Unidos. Fue transferido a la Armada Dominicana, donde presta servicio como Cambiaso (P-207).

## Historia
Fue puesto en grada el 30 de junio de 1944, botado el 16 de diciembre de ese mismo año, y puesto en servicio el 16 de abril de 1945. Estuvo en servicio en la Armada de los Estados Unidos en dos períodos, entre 1945 y 1947 y luego entre 1951 y 1960. En 1976, fue vendido a la Armada Dominicana, siendo renombrado como Cambiaso (P-207). En la misma transferencia, el país norteamericano entregó el USS Passaconaway y el USS Passaic.